# Équipe de Géorgie masculine de volley-ball
Cet article traite de l'équipe masculine. Pour l'équipe féminine, voir Équipe de Géorgie féminine de volley-ball.
L'équipe de Géorgie de volley-ball est composée des meilleurs joueurs géorgiens sélectionnés par la Fédération géorgienne de volley-ball. Elle n'est actuellement pas classée par la Fédération internationale de volley-ball au 15 janvier 2010.

## Sélection actuelle
Sélection pour les Qualifications aux championnats d'Europe de 2011.

Entraîneur : Irakli Chachua  ; entraîneur-adjoint : Davit Lkhinadze 

## Palmarès et parcours

### Palmarès
Néant